# Never let go / Yozora
Singles de Miliyah Katō
Beautiful
(2004)
Never let go / Yozora est le premier single de Miliyah Katō, sorti sous le label Mastersix Foundation le 8 septembre 2004 au Japon. Il atteint la 15e place du classement de l'Oricon, et reste classé pendant onze semaines, pour un total de 44 712 exemplaires vendus. C'est le troisième single le plus vendu de Miliyah Katō à ce jour.
Never let go a été utilisé comme campagne publicitaire pour « Dwango ». Yozora se trouve sur la compilation Best Destiny et sur l'album Rose, où se trouve également Never let go.

## Liste des titres
| 1. | Never let go                                                                | Miliyah Katō                       | Miliyah Katō        | Maestro-T                       | 4:28 |
| 2. | Yozora (夜空)                                                               | M.Takesue, Miliyah Katō            | H.KON, Miliyah Katō | Shingo.S                        | 3:50 |
| 3. | Never let go (Shihgo.S RMX)                                                 | Miliyah Katō                       | Miliyah Katō        | Shingo.S                        | 4:55 |
| 4. | Never let go (No More Mix)                                                  |                                    |                     | DJ DR.MALCOM (Remix)            | 5:02 |
| 5. | Never let go (Dance Hall Mix feat Bass Odissey)                             |                                    |                     | Bass Odyssey                    | 4:25 |
| 6. | Yozora (夜空) ~DO THE BOBO JAMES RMX~ CD version feat. ILLMATIC BUDDHA MC'S | T.Kimura, T.Hiraguri, Miliyah Katō | H.KON, Miliyah      | Shingo.S Produced by: DEV LARGE | 5:42 |